# Convair F2Y Sea Dart
Convair F2Y Sea Dart je bilo ameriško eksperimentalno reaktivno vodno letalo s hidrosmučkami. Velja za edino vodno letalo (hidroplan), ki je prebilo zvočni zid. Sea Dart je imel delta krilo in dve uvlačljivi smučki. Poganjala sta ga dva turboreaktivna motorja Westinghouse XJ34, na proizvodnih letalih naj bi uporabili dva Westinghouse XJ46 z dodatnim zgorevanjem. Vendar do serijske proizvodnje ni prišlo, zgradili so samo 5 letal.

## Specifikacije (F2Y-1)
Splošne karakteristike
- Posadka: 1
- Dolžina: 52 ft 7 in (16 m)
- Razpon kril: 33 ft 8 in (10,3 m)
- Višina: 16 ft 2 in (4,9 m)
- Površina kril: 568 ft² (53 m²)
- Teža praznega letala: 12625 lb (5730 kg)
- Naložena teža: 16500 lb (7480 kg)
- Maks. vzletna teža: 21500 lb (9750 kg)
- Pogon letala: 2 × Westinghouse J46-WE-2 (na testih: Westinghouse J34-WE-32 w/ 3 400 lbf vsak) turboreaktivna motorja, 6100 lbf (27 kN) vsak

- Maks. hitrost: 825 mph (1325 km/h)
- Doseg: 513 milj (446 nmi, 826 km)
- Višina leta: 54800 ft (16700 m)
- Vzletna razdalja: 1676 m
- Pristajalna razdalja: 305 m)
- Hitrost vzpenjanja: 17100 ft/min (86,7 m/s)
- Obremenitev kril: 29,0 lb/ft² (142 kg/m²)
- Razmerje potisk/teža: 0,56 (maks. naložen); 0,96 (prazen)

Oborožitev

- Strelno orožje: 4 × 20 mm (0.79 in) Colt Mk12 avtomatski topovi
- Rakete: Fin-Folding Aerial Rocket
- Izstrelki: 2 × rakete zrak-zral